# Георгий I Тертер
Гео́ргий I Те́ртер (Тэртэрий) (болг. Георги I Тертер; ? — 1308 или 1309) — болгарский царь в 1280—1292 годах. Происходил из смешанной болгаро-половецкой семьи. Старший брат деспота Алдимира. Был женат на болгарке. До вступления на престола был крупным феодалом в северо-восточной Болгарии и имел титул деспота. Центр его владений был средневековый город Червен, близ современного Русе.

## Восшествие на престол
В 1276 в Болгарии началось восстание во главе с Ивайло, направленное на изгнание татар, опустошавших север страны. После того, как отряды Ногая были разбиты, царь Константин I Тих предпринял попытку подавить восстание. Царская армия выступила в поход, однако была разбита сторонниками Ивайло. В битве погиб и сам царь, после чего многие области царства перешли на сторону лидера восставших и признали его правителем.
Столица Тырново оставалась под контролем царицы Марии Палеолог, попытки взять город штурмом, предпринятые Ивайло, не увенчались успехом. В этот период Георгий Тертер упоминается как человек из ближайшего окружения царицы.

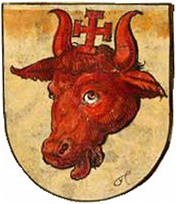
Герб рода Тертер

В том же году Михаил VIII Палеолог решил воспользоваться смутой в Болгарии, посадив на трон своего ставленника Ивана Асеня III, сына Мицо Асеня. Новая угроза сблизила бывших противников, в результате договорённости в 1278 году восставшие входят в столицу, Ивайло женится на царице Марии, став соправителем с её сыном Михаилом. Ивайлу пришлось продолжать войну на два фронта — против византийцев и монголов. Подстрекаемые Византией монголы напали, и новый царь, собрав войска, сумел в нескольких сражениях отбросить их за Дунай. Тем временем на юге началось массированное наступление византийцев широким фронтом. После нескольких месяцев сражений Ивайло окончательно разбил византийцев и остановил византийскую угрозу.
В это время Георгий Тертер упоминается как оппонент Ивана Асеня III. Для того, чтобы привлечь его на свою сторону, Иван Асень III предложил Тертеру руку своей сестры Киры Марии. Тертер решил воспользоваться ситуацией и породниться с царским родом, приняв предложение и отослав свою первую жену Марию и сына Феодора Святослава в Константинополь как заложников.
Между тем на севере Ивайло снова был вынужден сражаться с монголами, оказавшимися гораздо более сильным противником, чем византийцы, и под их натиском он был вынужден отступить за стены Доростола. Оборона осаждённого Доростола продолжалась три месяца. В Тырново распространились слухи о гибели Ивайло, среди бояр возник заговор, в итоге которого Иван Асень III сбежал из столицы в Месемврию, а бояре избрали нового царя — Георгия Тертера.
После прорыва осады Доростола Ивайло вновь получил свободу действий и, собрав сторонников, напал на византийцев. Византия выслала армию для помощи Ивану Асеню III, у города Девня 17 июля 1279 года между сторонниками Ивайло и византийской армией состоялось сражение, в котором греки были разбиты, несмотря на весомое численное превосходство, и остатки их армии бежали. Затем Ивайло разбил вторую армию, посланную Византией, но теперь в Тырнове уже царствовал Тертер.

## Царь Болгарии
Георгий Тертер славился храбростью и умом. После коронации он был вынужден признать особые привилегии наиболее влиятельных бояр. В частности крупные регионы в своё управление получили видинский деспот Шишман I, севастократор Калоян и бояре Дурман и Куделин. Многие бояре взяли власть в провинции в свои руки, лишь формально признавая верховенство Георгия. Царь постепенно превращался из самодержца в «первого среди равных».
Георгий I попытался укрепить позиции болгар на Балканах. В это время король Неаполя Карл I Анжуйский организовал крестовый поход против византийцев с целью захвата Константинополя и восстановления Латинской империи. Царь вошел в подготовленную антивизантийскую коалицию и начал собирать войска.
Однако император Михаил VIII Палеолог заключил договор о союзе с Золотой Ордой и выдал свою внебрачную дочь Евфросинью за Ногая. Во исполнение условий договора в 1282 году 40 000 татарских всадников вторглись в Болгарию. Георгий не смог организовать оборону и был вынужден выйти из антивизантийской коалиции.
В том же году Михаил VIII Палеолог погиб, и болгарский царь начал переговоры о мире с византийцами. Кроме того, он желал расторгнуть невыгодный больше второй брак и вернуть первую жену Марию и сына из Константинополя. Вскоре ему это удалось.
В 1285 году на болгарские территории вновь вторглись татары, и Георгий Тертер был вынужден признать себя вассалом Ногая и отправить своего сына и наследника Феодора Святослава заложником в Золотую Орду. Царская дочь Елена также была отправлена в Орду, где она была отдана замуж за Чаку, сына Ногая. Но это не прекратило татарские вторжения. Когда татары напали вновь, Георгий, не будучи в состоянии бороться с ними, отрекся от престола и бежал в 1292 году в Византию, где пытался получить убежище при императоре Андронике II, однако император не дал убежища Георгию и тот жил в бедности в окрестностях Одрина а затем в изгнании в Анатолии. Трон Болгарии занял Смилец.
В 1301 году Феодор Святослав сумел вызволить Георгия и тот вернулся в Болгарию. Святослав доверил отцу управление одним из болгарских городов. Георгий Тертер умер видимо в 1308 или 1309 году.

## Семья
Георгий Тертер был женат дважды. Его первой женой была Мария (согласно данным Пламена Павлова, дочь деспота Якова Святослава). От этого брака родились трое детей:
- Феодор Святослав Тертер († 1322) — болгарский царь (1300—1322);
- Анна († после 1304) — жена Стефана Милутина II, короля Сербии; позже жена Дмитрия Дуки Комнина;
- Елена — жена Чаки.

Второй брак Георгия был заключен с Кирой Марией Асень, дочерью болгарского царя Мицо Асеня. От этого брака царь не имел детей, а сам брак осуждался церковью и был расторгнут, как только Георгий смог вернуть из Византии свою первую жену.